# Водопропускная труба
Согласно ГОСТ 32871-2014 под водопропускной трубой понимается инженерное сооружение, укладываемое в теле насыпи автомобильной дороги для пропуска водного потока. Аналогичные сооружения устраивают и на железной дороге.
К водопропускной трубе, как и к любому другому элементу дороги, предъявляются требования по обеспечению надёжности, долговечности и бесперебойности эксплуатации, а также безопасности движения транспортных средств. Обеспечение вышеперечисленных требований закладывается на стадии проектирования при соблюдении необходимой технологии строительства. Отсюда следует исключительная ответственность в принятии каких-либо проектных решений. По данным статистики, трубы являются наиболее распространённым искусственным сооружением, встречающимися в среднем через каждые 1 — 1,5 км дороги.

К основным понятиям, относящимся к водопропускной трубе, так же относятся:
- длина трубы — расстояние между наружными гранями входного и выходного оголовков.
- тело трубы — часть трубы между входным и выходным оголовками, находящаяся в грунте насыпи, имеющая замкнутую или разомкнутую форму поперечного сечения, по которой осуществляется пропуск воды.
- звено трубы — элемент сборной трубы, являющийся частью её тела.
- оголовок трубы — крайний, замыкающий тело трубы элемент, удерживающий откос насыпи по концам трубы и обеспечивающий необходимые условия входа водного потока в трубу и выхода из неё. По конструктивной форме оголовки бывают воротниковыми, коническими, цилиндрическими, портальными, раструбными.
- безнапорный режим работы трубы — ламинарное течение воды при пропуске водного потока через трубу в водопропускном сооружении с гарантированным обеспечением исключения возникновения турбулентности при расчетном и максимальном расходах.
- санация — полное восстановление работоспособности трубы путём устранения всех видов дефектов по длине труб и в швах между звеньями путём нанесения защитных покрытий при соблюдении (поддержании) исходных гидравлических характеристик сооружения.

## Классификация
На сегодняшний день существует широкий спектр водопропускных сооружений различных форм и размеров. По форме поперечного сечения трубы бывают круглыми, прямоугольными, арочными (полукольца), овоидальными (горизонтального и вертикального эллипса). По материалам изготовления — железобетонные, металлические (в том числе и гофрированные), из полимерных материалов. 